# Karyn Bravo
Karyn Christina Losada Bravo, mieux connue comme Karyn Bravo (née le 9 octobre 1981 à São Paulo), est une journaliste est présentatrice de télévision brésilienne.

## Carrière
Diplômée en pédagogie et journalisme, avec un diplôme de troisième cycle. Elle a commencé sa carrière en 2003 en tant que rédactrice en chef de l'actualité internationale pour Jornal da Band. Ensuite, il a pris en charge l'édition et la présentation de la Météo des journaux télévisés et des Notícias da Redação ; a également présenté le premier journal. Elle a été journaliste et, éventuellement, présentatrice de Jornal da Band, aux côtés du journaliste Ricardo Boechat.
En novembre 2008, Karyn a été embauchée par SBT. Il a réalisé des reportages spéciaux, des entretiens avec des candidats à la présidence, a participé aux calculs électoraux, aux sabbats politiques, à la couverture journalistique principale et a ancré les programmes d'information SBT São Paulo (2012), SBT Brasil (2009-2011), Jornal do SBT (2012- 2016) et Primeiro Impacto (2016). Elle a édité et présenté SBT Notícias, jusqu'en 2019, date à laquelle elle a été renvoyée de la station.
En juillet 2019, elle devient la nouvelle présentatrice de Jornal da Cultura,.
Depuis mars 2020, elle présente le podcast Melhor da Vida (Meilleur de la Vie), qui aborde la santé et le bien-être, mettant en scène des interviews de spécialistes et mêlant informations et musique de qualité (classique, jazz et instrumental brésilien).

## Vie privée
Elle est mariée depuis 2012 au dentiste André Loureiro, avec qui elle a deux enfants : Eduardo et Rafaela, nés respectivement en 2014 et 2018,.